# Marica Favé
Marica Favé (Bolzano, 11 settembre 1973) è un'ex sciatrice alpina italiana.

## Biografia
Sciatrice polivalente originaria di Campitello di Fassa e membro della nazionale italiana dal 1989 al 1997, la Favé in Coppa del Mondo ottenne il primo piazzamento il 9 gennaio 1993 a Cortina d'Ampezzo in discesa libera (38ª), conquistò il miglior risultato il 7 marzo successivo a Morzine in supergigante (35ª) e prese per l'ultima volta il via l'11 marzo 1995 a Lenzerheide in discesa libera (60ª); si ritirò al termine della stagione 1999-2000 e la sua ultima gara fu uno slalom gigante universitario disputato il 21 marzo in Val di Zoldo. Non prese parte a rassegne olimpiche o iridate.

## Palmarès

### Coppa Europa
- Alcuni podi[1]

### Campionati italiani
- 1 medaglia[2]:
  - 1 bronzo (discesa libera nel 1992)